# Clinique externe (Département hospitalier)
Une clinique externe, aussi appelée service de consultations externes, clinique de consultations externes ou policlinique (à ne pas confondre avec polyclinique), est le département d’un hôpital conçu pour le traitement des patients externes, des personnes ayant des problèmes de santé qui se rendent à l’hôpital pour y recevoir un diagnostic ou un traitement, mais qui n’ont pas besoin d’un lit ni d’être admis pour des soins de nuit. Les services de consultations externes modernes offrent un large éventail de services de traitement, de tests de diagnostic et d’interventions chirurgicales mineures.
La clinique externe d'un hôpital, également appelée service de consultation externe, fournit des diagnostics et des soins aux patients qui n'ont pas besoin de passer la nuit. Ceci est différent des cliniques indépendantes des hôpitaux, qui sont presque toutes conçues principalement ou exclusivement pour les soins ambulatoires et peuvent également être appelées des cliniques ambulatoires.